# Rosulabryum canariense
Rosulabryum canariense là một loài Rêu trong họ Bryaceae. Loài này được (Brid.) Ochyra mô tả khoa học đầu tiên năm 2003.